# Ajisen Ramen
Ajisen Ramen (japanisch: 味千ラーメン, vereinfachtes Chinesisch: 味千拉面; traditionelles Chinesisch: 味千拉麵; Pinyin: Wèiqiān Lāmiàn) ist eine Kette von Schnellrestaurants mit Sitz in Hongkong, die japanische Ramen-Nudelsuppengerichte verkaufen. Außerhalb Japans hat Ajisen Ramen Filialen in Australien, Kambodscha, Kanada, China, Finnland, Hongkong, Indonesien, Malaysia, Marianen, Mongolei, Philippinen, Singapur, Südkorea, Thailand, Vereinigte Staaten, Vietnam, Italien und Panama. Es gibt über 700 Ajisen-Ramen-Restaurants.

## Geschichte
Im Jahr 1972 wurde die Shigemitsu Industry Co., Ltd. gegründet und eine Nudel- und Suppenfabrik eingerichtet. Das Unternehmen begann mit dem Franchising. Im Jahr 1994 wurde das erste Übersee-Joint-Venture-Geschäft in Taipeh, Taiwan, gestartet. Es endete drei Jahre später ohne Erfolg. Seit 2007 ist Ajisen Ramen (China) Ltd. an der Börse in Hongkong gelistet.